# Musée de la révolution ukrainienne (1917-1921)
Le Musée de la révolution ukrainienne (ukrainien : Київський міський будинок учителя) est un musée consacré à l'histoire situé à Kiev, en Ukraine. Il a été fondé en 2009.

## Historique
Le musée est un département du Musée national de l'histoire de l'Ukraine. Le bâtiment est l'oeuvre de Pavlo Alyoshyn construit entre  1909-1911.

## Collections
Le Musée présente des objets en relation avec la République populaire ukrainienne, la République populaire d'Ukraine occidentale, l'Hetmanat, le Directoire d'Ukraine, les deux campagnes d'hiver ; et autour des héros de la bataille de Krouty.

## Galerie d'images

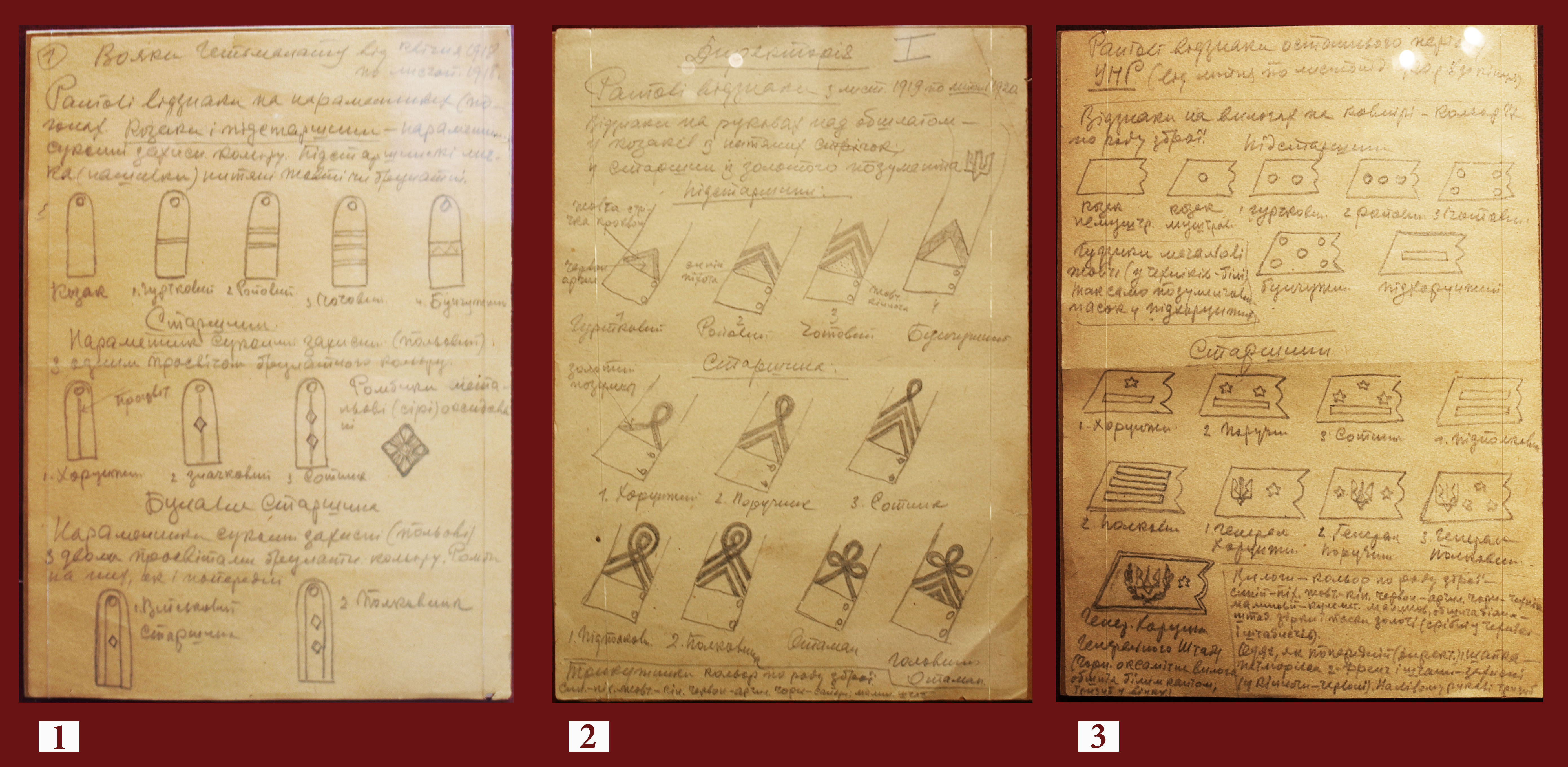
Institution des grades de l'armée ukrainienne entre 1928 et 20.
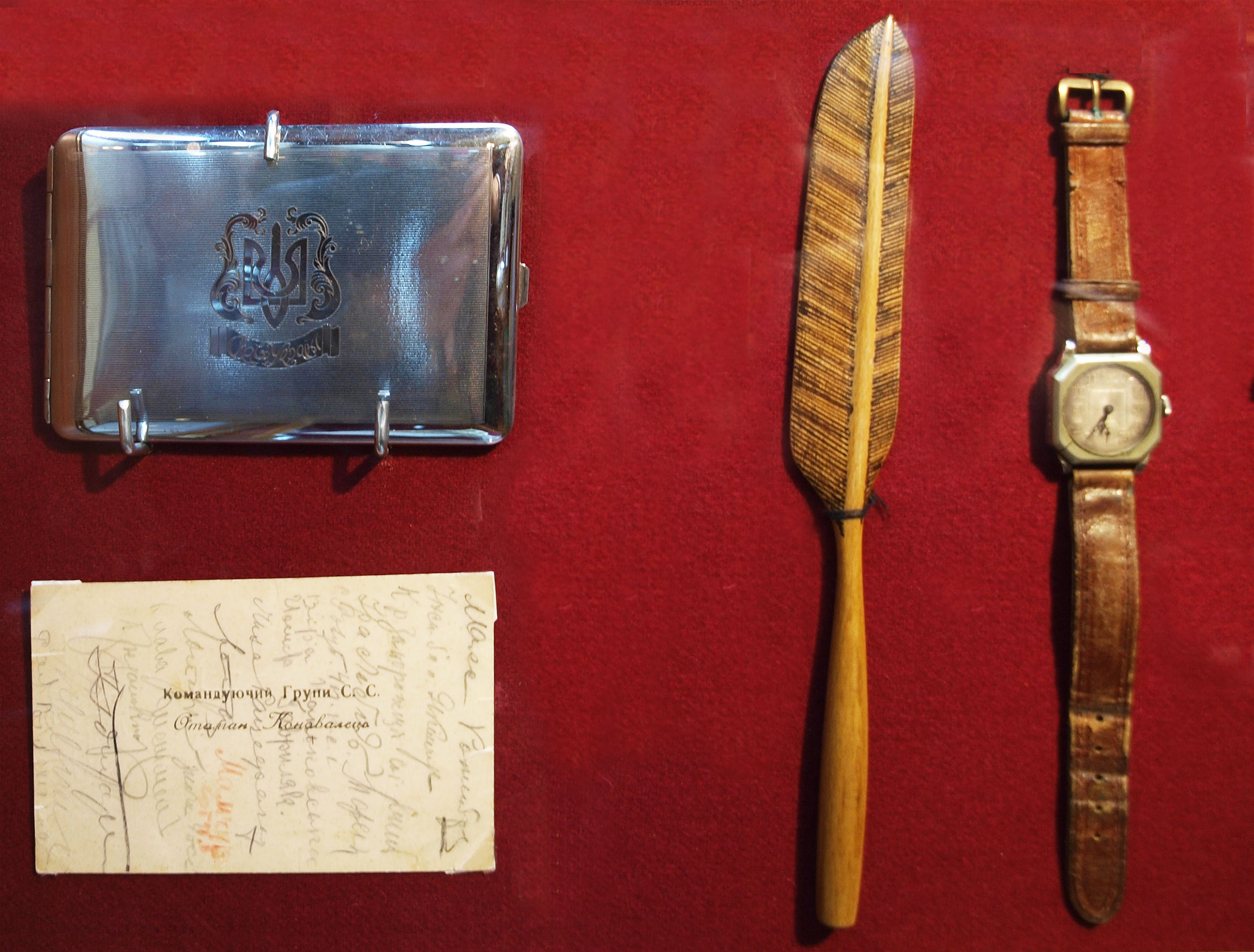
Effets personnels de Yevhen Konovalets.